# Spérie de Cahors
Spérie de Cahors ou Espérie ou Exupérie (VIIIe siècle), est une sainte chrétienne, fêtée le 12 octobre.
Elle est née en 740 et mourut martyre en 760. Son corps fut enterré dans une forêt, où plus tard fut bâtie une chapelle dotée d'une crypte pour protéger son tombeau. Cette chapelle fut remplacée au XIe siècle par une église romane, le village de Saint-Céré s'est constitué autour.
Elle est vénérée dans l'église Sainte-Spérie de Saint-Céré et dans sa crypte.